# Municipio de West Plains
El municipio de West Plains (en inglés: West Plains Township) es un municipio ubicado en el condado de Meade en el estado estadounidense de Kansas. En el año 2010 tenía una población de 1320 habitantes y una densidad poblacional de 3,79 personas por km².

## Geografía
El municipio de West Plains se encuentra ubicado en las coordenadas 37°15′5″N 100°32′8″O / 37.25139, -100.53556. Según la Oficina del Censo de los Estados Unidos, el municipio tiene una superficie total de 348.1 km², de la cual 347,64 km² corresponden a tierra firme y (0,13 %) 0,46 km² es agua.

## Demografía
Según el censo de 2010, había 1320 personas residiendo en el municipio de West Plains. La densidad de población era de 3,79 hab./km². De los 1320 habitantes, el municipio de West Plains estaba compuesto por el 88,94 % blancos, el 0,53 % eran afroamericanos, el 0,98 % eran amerindios, el 0,45 % eran asiáticos, el 7,5 % eran de otras razas y el 1,59 % eran de una mezcla de razas. Del total de la población el 31,59 % eran hispanos o latinos de cualquier raza.